# Аллахвердян Арман Сергійович
Арман Сергійович Аллахвердян (нар. 25 серпня 1979, Баку) — український художник, митець, куратор виставок вірменського культурного центру «Вардуї», громадський діяч. Стиль — фігуративний абстракціонізм.

## Мистецька та громадська діяльність
Ініціатор багатьох благодійних проєктів, виставок, майстер-класів.
Починаючи з 2013 року проводив майстер-класи для дітей позбавлених батьківської опіки, дітей з девіантною поведінкою, дітей учасників АТО (понад 1400 дітей з 1-го по 7-й клас пройшли навчання саме для останньої категорії).
Учасник виставок на підтримку дітей аутистів.
Автор та організатор благодійних виставок, мета яких - підтримка ЗСУ та благодійного фонду «Перший добровольчий мобільний шпиталь ім. Миколи Пирогова».
Живописні твори зберігаються в України та приватних колекціях США, Австрії, Іспанії, Франції, Німеччини, Англії, Ізраїлю, Швеції та ін.

## Основні виставки
- Галерея мистецтв Гавдзінського А. С., Нова Каховка, Україна (2012)
- Дніпро, Україна (2013)
- АБ «Розрахунковий дім», Дніпро, Україна (2014)
- Вірменський культурний центр «Вардуї», Дніпро, Україна (2014)
- Bilkent center AVM, Анкара, Туреччина (2014)[7]
- Міжнародний аеропорт Есенбога, Анкара, Туреччина (2014)
- Westend city, Будапешт, Угорщина (2014)
- Вірменський культурний центр, Будапешт, Угорщина (2014)
- Галерея «Бастіон», Івано-Франківськ, Україна (2015)
- Музей українського мистецтва, Дніпро, Україна (2015)
- Обзор, Болгарія (2015)
- Bilkent center AVM, Анкара, Tyреччина (2016)
- Little Mariupol Dnipro November, Дніпро, Україна (2022)
- Floyd space December, Дніпро, Україна (2022)
- Gorodok Gallery May, Київ, Україна (2023)

## Особисте життя
Має двох синів Аллахвердян Баграт Арманович 15.11.2002 р.н. та Аллахвердян Фрідон Арманович 30.01.2004 р.н.